# (6836) Paranal
(6836) Paranal ist ein Asteroid des Hauptgürtels, der am 10. August 1994 vom belgischen Astronomen Eric Walter Elst am La-Silla-Observatorium der Europäischen Südsternwarte (IAU-Code 809) entdeckt wurde.
Der Asteroid ist Mitglied der Koronis-Familie, einer Gruppe von Asteroiden, die nach (158) Koronis benannt ist.
Der Asteroid wurde nach dem 2635 m hohen Cerro Paranal in der chilenischen Atacamawüste benannt, dem Standort des Paranal-Observatoriums der Europäischen Südsternwarte.